# Wenceslao Fernández Flórez
Wenceslao Fernández Flórez (Corunha, 11 de fevereiro de 1885 — Madrid, 29 de abril de 1964) foi um escritor, jornalista e humorista espanhol. Repousa no Cemitério Municipal de San Amaro, na Corunha.
Recebeu o Prémio Nacional de Literatura de Espanha em 1926 por Las siete columnas.

## Obrass (parcial)
- La tristeza de la paz (1910)
- La procesión de los días (1914)
- Luz de luna (1915)
- Acotaciones de un oyente (Crónicas parlamentárias, 1916)
- Volvoreta (1917), adaptada ao cinema por José Antonio Nieves Conde em 1976
- Las gafas del diablo (1918)
- Ha entrado un ladrón (1922)
- Tragedias de la vida vulgar (1922), antologia de contos
- El secreto de Barba Azul (1923)
- Visiones de neurastenia (1924)
- Unos pasos de mujer (1924)
- Las siete columnas (1926)
- Relato inmoral (1927)
- El hombre que se quiso matar (1929), adaptada ao cinema por Rafael Gil em 1942 com Antonio Casal (El hombre que se quiso matar e de novo por Rafael Gil em 1970 com Tony Leblanc (El hombre que se quiso matar)
- Fantasmas artificiales (1930), antologia de contos
- Los que no fuimos a la guerra (1930)
- El malvado Carabel (1931), adaptada ao cinema por Edgar Neville em 1935, por Fernando Fernán Gómez em 1956 e por Rafael Baledón em 1962
- El hombre que compró un automóvil (1932)
- Aventuras del caballero Rogelio de Amaral (1933)
- La casa de la lluvia (1935)
- Una isla en el Mar Rojo (1938)
- Por qué te engaña tu marido (1939)
- La novela número 13 (1941)
- El bosque animado (1943), adaptada ao cinema por José Neches em 1945, por José Luis Cuerda em 1987 com guião de Rafael Azcona e por Ángel de la Cruz e Manolo Gómez em 2001
- Yo y el ladrón (1944)
- El toro, el torero y el gato (1946)
- La nube enjaulada (1947) (relatos de humor)
- El sistema Pelegrín (1949), adaptada ao cinema por Ignacio F. Iquino em 1952
- Fuegos artificiales (1954)
- De portería en portería (1957)